# Charles Y. Prescott
Charles Young Prescott (* 1938 in Ponca City, Oklahoma) ist ein US-amerikanischer experimenteller Teilchenphysiker.
Prescott studierte an der Rice University (Bachelor-Abschluss 1961) und am Caltech, wo er 1966 promovierte. Danach war er bis 1970 Forscher am Synchrotron-Labor des Caltech. 1970/71 war er Assistant Professor an  der University of California, Santa Cruz. Ab 1971 war er beim SLAC, wo er seit 1974 festes Mitglied ist, 1980 Associate Professor und 1986 Professor wurde. Gleichzeitig war er ab 1986 Associate Director der Forschungsabteilung. Ab 2006 ist er Professor Emeritus am SLAC.
In den 1970er Jahren untersuchte er tiefinelastische Streuung polarisierter Elektronen an Nukleonen am SLAC und die dabei beobachtete Paritätsverletzung. Diese Experimente bestätigten die elektroschwache Theorie des Standardmodells, zu einer Zeit als einige andere Paritätsverletzungs-Experimente aus der Atomphysik dieser scheinbar widersprachen (Patrick Sandars u. a.). Er untersuchte auch die Spinstruktur von Nukleonen mit polarisierten Elektronen-Strahlen.
In den 2000er Jahren ist er am EXO (Enriched Xenon Observatory) Experiment zur Untersuchung des neutrinolosen doppelten Betazerfalls am SLAC beteiligt (Martin Breidenbach und andere) und außerdem an Studien für künftige Linearbeschleuniger.
1988 erhielt er den ersten Panofsky-Preis. Seit 1995 ist er gewähltes Mitglied der American Academy of Arts and Sciences. 1997 wurde er Fellow der American Physical Society. 2001 wurde er Mitglied der National Academy of Sciences.